# 경남 고성군의 국회의원

## 고성군의 역대 국회의원 일람
| 대수         | 이름                               | 소속정당       | 임기                               | 선거구역                                    | 개표결과 |
| ------------ | ---------------------------------- | -------------- | ---------------------------------- | ------------------------------------------- | -------- |
| 제1대        | 이구수(李龜洙)                     | 무소속         | 1948년 5월 31일 - 1950년 5월 30일  | 고성군 일원                                 | 보기     |
| 제2대        | 김정실(金正實)                     | 무소속         | 1950년 5월 31일 - 1954년 5월 30일  | 고성군 일원                                 |          |
| 제3대        | 최갑환(崔甲煥)                     | 무소속         | 1954년 5월 31일 - 1958년 5월 30일  | 고성군 일원                                 |          |
| 제4대        | 최석림(崔奭林)                     | 무소속         | 1958년 5월 31일 - 1960년 7월 28일  | 고성군 일원                                 |          |
| 제5대 민의원 | 최석림(崔奭林)                     | 자유당         | 당선 무효                          | 고성군 일원                                 |          |
| 제5대 민의원 | 김기용(金基鎔)                     | 무소속         | 1961년 4월 25일 - 1961년 5월 16일  | 고성군 일원                                 |          |
| 제6대        | 최석림(崔奭林)                     | 민주공화당     | 1963년 12월 17일 - 1967년 6월 30일 | 충무시·통영군·고성군 일원                   |          |
| 제7대        | 최석림(崔奭林)                     | 민주공화당     | 1970년 5월 23일 - 1971년 6월 30일  | 충무시·통영군·고성군 일원                   |          |
| 제8대        | 최재구(崔載九)                     | 민주공화당     | 1971년 7월 1일 - 1972년 10월 17일  | 고성군 일원                                 |          |
| 제9대        | 김주인(金周仁)                     | 민주공화당     | 1973년 3월 12일 - 1979년 3월 11일  | 충무시·통영군·거제군·고성군 일원            |          |
| 제9대        | 최재구(崔載九)                     | 민주공화당     | 1973년 3월 12일 - 1979년 3월 11일  | 충무시·통영군·거제군·고성군 일원            |          |
| 제10대       | 1979년 3월 12일 - 1980년 10월 27일 | 민주공화당     |                                    | 충무시·통영군·거제군·고성군 일원            |          |
| 제10대       | 1979년 3월 12일 - 1980년 10월 27일 | 김동욱(金東旭) | 신민당                             | 충무시·통영군·거제군·고성군 일원            |          |
| 제11대       | 이효익(李孝益)                     | 민주정의당     | 1981년 4월 11일 - 1985년 4월 10일  | 충무시·통영군·거제군·고성군 일원(제5선거구) |          |
| 제11대       | 조형부(曺亨富)                     | 무소속         | 1981년 4월 11일 - 1985년 4월 10일  | 충무시·통영군·거제군·고성군 일원(제5선거구) |          |
| 제12대       | 정순덕(鄭順德)                     | 민주정의당     | 1985년 4월 11일 - 1988년 5월 29일  | 충무시·통영군·거제군·고성군 일원(제5선거구) |          |
| 제12대       | 김봉조(金奉祚)                     | 신한민주당     | 1985년 4월 11일 - 1988년 5월 29일  | 충무시·통영군·거제군·고성군 일원(제5선거구) |          |
| 제13대       | 정순덕(鄭順德)                     | 민주정의당     | 1988년 5월 30일 - 1992년 5월 29일  | 충무시·통영군·고성군 일원                   |          |
| 제14대       | 정순덕(鄭順德)                     | 민주자유당     | 1992년 5월 30일 - 1996년 5월 29일  | 충무시·통영군·고성군 일원                   |          |
| 제15대       | 김동욱(金東旭)                     | 신한국당       | 1996년 5월 30일 - 2000년 5월 29일  | 통영시·고성군 일원                          |          |
| 제16대       | 김동욱(金東旭)                     | 한나라당       | 2000년 5월 30일 - 2004년 5월 29일  | 통영시·고성군 일원                          |          |
| 제17대       | 김명주(金命柱)                     | 한나라당       | 2004년 5월 30일 - 2008년 5월 29일  | 통영시·고성군 일원                          |          |
| 제18대       | 이군현(李君賢)                     | 한나라당       | 2008년 5월 30일 - 2012년 5월 29일  | 통영시·고성군 일원                          |          |
| 제19대       | 이군현(李君賢)                     | 새누리당       | 2012년 5월 30일 - 2016년 5월 29일  | 통영시·고성군 일원                          |          |
| 제20대       | 이군현(李君賢)                     | 새누리당       | 2016년 5월 30일 - 2018년 12월 27일 | 통영시·고성군 일원                          |          |
| 제20대       | 정점식(鄭点植)                     | 자유한국당     | 2019년 4월 4일 - 2020년 5월 29일   | 통영시·고성군 일원                          |          |
| 제21대       | 정점식(鄭点植)                     | 미래통합당     | 2020년 5월 30일 - 2024년 5월 29일  | 통영시·고성군 일원                          |          |
| 제22대       | 정점식(鄭点植)                     | 국민의힘       | 2024년 5월 30일 -                  | 통영시·고성군 일원                          |          |

## 같이 보기
- 통영시의 국회의원
- 거제시의 국회의원
- 진주시의 국회의원
- 충무시의 국회의원
- 통영군의 국회의원
- 충무시·통영군·고성군
- 통영시·고성군